# Piotr Kostela
Piotr Kostela (ur. 6 czerwca 1987 w Nowym Targu) – polski unihokeista. Kapitan KS Górale Nowy Targ. Zwykle gra na prawym skrzydle. Był jednym z najbardziej wyróżniających się zawodników podczas kwalifikacji do Mistrzostw Świata 2010. Był uczestnikiem World Games 2017.

## Kariera klubowa
- KS Górale Nowy Targ (2005 -

## Sukcesy

### Klubowe
- Mistrzostwo Polski – (5 x ): 2010/11, 2011/12, 2012/13, 2014/15, 2015/16
- Wicemistrzostwo Polski – (5 x ): 2005/06, 2006/07, 2007/08, 2008/09,2009/10
- Brązowy medal – (1 x ): 2013/14[2]

### Reprezentacyjne
- Mistrzostwa Świata

- (1 x 9. miejsce): MŚ 2010
- (1 x 10. miejsce): MŚ 2012

## Statystyki
Szczegółowa tabela występów w reprezentacji.
| Turniej                                       | Rok  | M  | B  | A | Pkt |
| --------------------------------------------- | ---- | -- | -- | - | --- |
| Mistrzostwa Świata w unihokeju (kwalifikacje) |      | 13 | 16 | 4 | 20  |
| Łochów - EUR 1                                | 2014 | 5  | 3  | 2 | 5   |
| Zbąszyń - EUR 3                               | 2012 | 4  | 6  | 2 | 8   |
| Babimost, Zbąszyń - EUR 1                     | 2010 | 4  | 7  | 0 | 7   |
| Mistrzostwa Świata w unihokeju (dywizja B)    |      | 6  | 5  | 1 | 6   |
| Praga, Ostrava                                | 2008 | 6  | 5  | 1 | 6   |
| Mistrzostwa Świata w unihokeju                |      | 10 | 5  | 3 | 8   |
| Berno, Zurych                                 | 2012 | 5  | 2  | 1 | 3   |
| Helsinki, Vantaa                              | 2010 | 5  | 3  | 2 | 5   |
| Pozostałe występy w reprezentacji             |      | 21 | 11 | 5 | 16  |
| Wrocław - 6. Polish Open                      | 2016 | 3  | 2  | 1 | 3   |
| Harlev - Denmark Open                         | 2013 | 3  | 2  | 2 | 4   |
| Valmiera - 4 Nations Tournament               | 2012 | 2  | 1  | 0 | 1   |
| Ilsenburg, Wernigerode - Nations Cup          | 2011 | 3  | 1  | 2 | 3   |
| Siedlec, Wolsztyn, Babimost - 2. Polish Open  | 2010 | 5  | 1  | 0 | 1   |
| Ács, Komárom - 4 Nations Tournament           | 2009 | 3  | 3  | 0 | 3   |
| Wolsztyn - Polska vs Niemcy                   | 2007 | 2  | 1  | 0 | 1   |